# Drosophila joycei
Drosophila joycei är en tvåvingeart som beskrevs av Elmo Hardy 1965. Drosophila joycei ingår i släktet Drosophila och familjen daggflugor.
Artens utbredningsområde är Hawaii.